# Libbra
Die Libbra, auch  Libbra uniforme Toscana, war eine toskanische Gewichtseinheit und wurde vom Großherzog  Peter Leopold per Gesetz am 11. Juli 1782 festgelegt und eingeführt. Sie galt als Gold- und Handelsgewicht.
Die Libbra, übersetzt mit „toskanisches Pfund“, wurde in die Einheiten unterteilt:
- 1 Libbra = 12 Oncien = 288 Denari = 6912 Grani.

Eine Oncien (Unze) wurde mit 24 Denari und ein Denari mit 24 Grani gerechnet.
1830 gab es eine sogenannte Gewichtskopie, die aber unterschiedlich im Gewicht angegeben wurde. So hatte ein Herr Kupfer 339,48 Gramm, ein Herr Chelius dagegen 359,492 Gramm angegeben.
Eine Libbra entsprach 7067 holländischen As oder auch 1 Pfund und 22 Lot nach bayrischem Maß.

## Einzelnachweis
1. ↑  Ferdinand J. B. Mussinan: Das Großherzogtum Toskana. München 1844, Seite 82.